# Cuítiva
Cuítiva – miasto w Kolumbii, w departamencie Boyacá.